# Орду (провінція)
Орду́ (тур. Ordu) — провінція в Туреччині, розташована в Чорноморському регіоні. Столиця — Орду.
| Туреччина | Це незавершена стаття з географії Туреччини. Ви можете допомогти проєкту, виправивши або дописавши її. |